# 2004年海地政變
2004年2月29日海地爆發政變，導致時任海地總統讓-貝特朗·阿里斯蒂德下台。2004年2月5日，一個名為海地解放和重建民族革命陣線的反叛組織控制了海地第四大城市戈納伊夫。2月22日，叛軍佔領了海地第二大城市海地角，並在 2 月底圍攻了首都太子港。 2月29日上午，阿里斯蒂德宣佈辭職，並在美國軍事人員的護送下離開海地。   他被直接飛往中非共和國，最終在南非流亡。 
阿里斯蒂德後來聲稱他被美軍“綁架”，指責他們策劃了一場針對他的政變，但美國官員否認了這一說法。  2022 年，多名海地和法國官員向《紐約時報》透露，阿里斯蒂德在擔任海地總統期間提出向法國申索賠償的要求，導致法國選擇暗中支持叛軍，與美國合作將他趕下台，但時任美國駐海地大使否認了這一說法。 

## 政變前

### 2000年海地大選爭議
海地反對派、歐盟和美國均指責執政黨在 2000年海地大選中舞弊。全國海地權利聯盟（NCHR）表示，選民身份證的分發存在延誤。 阿里斯蒂德的支持者則聲稱反對派抵制大選是抹黑選舉的策略。作為對這次選舉的回應，歐洲國家暫停了對海地的援助。 美國國會禁止向海地政府提供任何美國援助。 

### 阿里斯蒂德要求法國賠償
2003年，阿里斯蒂德要求法國向海地支付超過210億美元的賠款，他說這相當於海地200年前從法國獨立後被迫向巴黎支付的9,000萬金法郎的賠款。  
法國是常任理事國的聯合國安理會拒絕了加勒比共同體在2004年2月26日發出的關於向其成員國海地派遣國際維和部隊的呼籲，但在三日後，即阿里斯蒂德被迫辭職的幾個小時後，一致同意向海地派兵。
在 2004 年海地政變之後，被任命的臨時總理杰拉德·拉圖撤銷了賠償要求，  稱其為“愚蠢”和“非法”。

### 2001－2004年針對海地政府的叛軍行動
叛軍於2001年底發起行動，針對太子港的關鍵基礎設施發動攻擊。在 2002 年和 2003年期間，它主要針對該國的農村地區。根據研究員 Jeb Sprague 的說法，這些團體還與美國和法國的情報機構有過接觸。 

### 渥太華倡議
海地渥太華倡議是由加拿大主辦的會議，於 2003 年 1 月 31 日和 2 月 1 日在魁北克的米奇湖（渥太華附近的聯邦政府度假勝地）舉行，旨在決定海地政府的未來，但沒有邀請海地政府官員，  加拿大、法國、美國和拉丁美洲的官員出席了會議。
法語雜誌L'actualite記者邁克爾·瓦斯特爾在2003年3月15日發表的文章中聲稱，時任加拿大國務卿丹尼斯·帕拉迪斯透露與會官員希望在不到一年的時間內看到海地的政權更迭。 帕拉迪斯後來否認了這一點。 

### 學生抗議
海地學生在2002年、2003年和2004年組織了多次抗議阿里斯蒂德政府的抗議活動。2003年12月5日，據目擊者稱，有阿里斯蒂德支持者在警方的支持下進入海地大學校園，襲擊當天參與反政府示威的學生。有數十名學生受傷，大學院長雙腿骨折。這引發了更多學生的抗議，最終其他團體也加入其中。2004年1月7日參與示威的學生與警察和阿里斯蒂德支持者爆發衝突，造成兩人死亡。

## 政變
2003 年 9 月，曾領導反政府騷亂的海地幫派“食人軍”領袖阿米奧特·梅塔耶被發現死亡，他的眼睛、心臟和肝臟都被取走。在他死後，他的兄弟掌管了“食人軍”，並迅速將其改名為解放海地民族革命陣線，發誓要對阿里斯蒂德總統進行報復。
2003年10月，法國委派哲學家雷吉斯·德布雷在海地領導一個委員會以改善雙邊關係。2003年12月，德布雷說他曾訪問總統府，警告阿里斯蒂德不要有像1973年智利政變期間去世的智利總統薩爾瓦多·阿連德那樣的命運，這位哲學家告訴總統，美國正計劃推翻他。
2004年4月5日，反叛組織控制了海地第四大城市戈纳伊夫。在他們洗劫城市期間，他們燒毀了警察局並搶劫了武器和車輛，他們用這些武器和車輛繼續沿海岸作戰。到2月22日，叛軍佔領了海地第二大城市海地角。隨著 2 月底的臨近，叛軍威脅要佔領首都太子港，這加劇了政治動盪，首都各地均修建了路障。 海地人乘船逃離他們的國家，前往美國。 
經過三週的叛亂，叛亂分子佔領了首都。阿里斯蒂德在美國安全人員的陪同 下乘坐美國飛機，在不知道目的地的情況下離開海地。  在飛行時，法國聯繫了三個非洲國家，希望他們接收阿里斯蒂德，但它們均拒絕了，最終中非共和國接收了阿里斯蒂德。  
包括美國國會議員和牙買加總理在內的多位國際政界人士對美國干涉海地民主進程表示擔憂，指責他們以過度武力驅逐阿里斯蒂德。根據眾議員的說法。美國駐海地大使館參謀長到阿里斯蒂德家說，如果阿里斯蒂德拒絕立即辭職，他將會被殺，“很多海地人也會被殺” ，並說他“現在必須離開”。牙買加總理帕特森發表聲明說：“我們必須質疑他的辭職是否真的是自願的，因為這是在武裝叛亂分子佔領海地部分地區以及國際社會未能提供必要的支持之下發生的。這種情況為世界各地樹立了危險的先例，因為它通過叛軍的力量促進了正式民選的人的撤職。”

## 後續
海地最高法院首席大法官博尼法斯·亞歷山大接替阿里斯蒂德成為臨時總統，並向聯合國安理會請求國際維和部隊的干預。安理會同日通過一項決議，授權在海地進行維和行動。 
作為聯合國官方部隊和“明日安保行動”（Operation Secure Tomorrow）的先頭部隊，約1,000名美國海軍陸戰隊隊員在當天抵達海地，加拿大、法國和智利軍隊在次日上午抵達；聯合國表示將在幾天內派出一個小組評估局勢。
2004年6月1日，維和任務被移交給聯合國海地穩定特派團，由巴西率領、阿根廷、智利、約旦、摩洛哥、尼泊爾、秘魯、菲律賓、西班牙、斯里蘭卡和烏拉圭支持的7000人組成。 

2004年11月，邁阿密大學法學院在海地開展了一項人權調查，記錄了嚴重的侵犯人權行為。它說“草率處決是一種警察策略”。它還聲明了以下內容：
美國官員將危機歸咎於貧困社區的武裝團伙，而不是官方的濫用職權和暴行，也不是民選總統違憲下台。 他們對臨時政府的支持並不令人驚訝，因為包括司法部長在內的臨時政府高級官員曾為阻礙前任總統施政的美國政府計劃工作。 再加上美國政府從2000年到2004年的發展援助禁運，這些項目顯示出一種令人不安的模式。  
2005年10月15日，由於該國局勢惡化，巴西呼籲增派軍隊。 
在2006年海地大選中，納內·普雷瓦爾當選總統。

## 加勒比共同體
加勒比共同體譴責將阿里斯蒂德從海地政府中撤職。他們還質疑新政府的合法性。牙買加總理帕特森說，這一事件“為民主選舉的任何地方和世界各地的民選政府樹立了危險的先例，因為它通過叛軍的力量促進了正式民選的人的撤職。”
據英國廣播公司報導，2004年3月3日，加共體呼籲對海地前總統阿里斯蒂德的辭職進行獨立調查，並表示不會派遣維和人員。 美國和法國被指控向加共體施壓，要求其不向聯合國提出正式請求，要求對阿里斯蒂德被免職進行調查。 
加共體最初拒絕承認海地臨時政府，但在 2006 年新當選的納內·普雷瓦爾總統恢復了海地在該組織的成員資格。 

## 法國和美國的參與

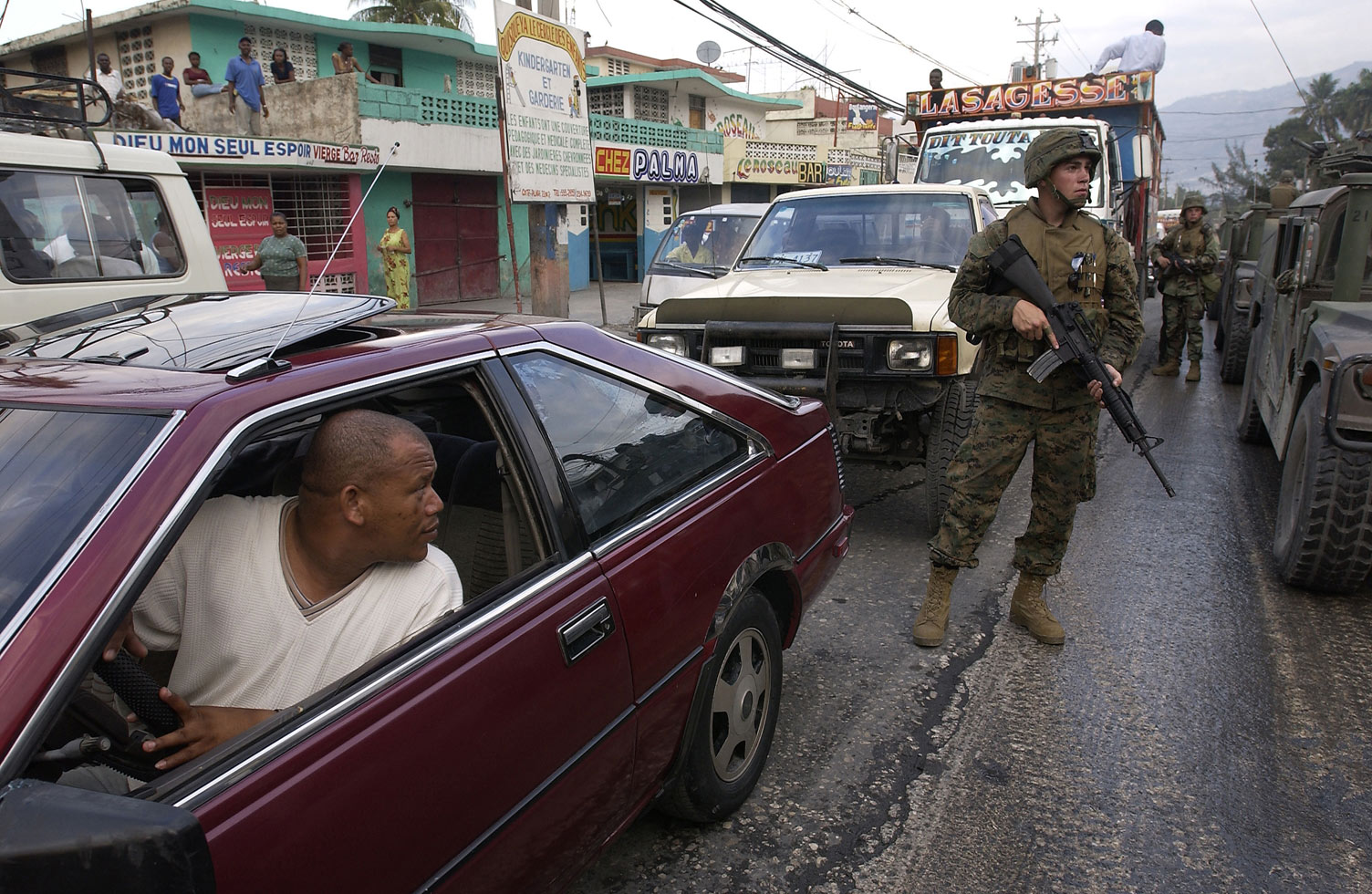
2004年3月9日，美國海軍陸戰隊步兵在太子港街頭巡邏

2022 年，法國大使蒂埃里·伯卡德向《紐約時報》透露 ，法國和美國“通過施壓阿里斯蒂德下台並流放他，有效地策劃了一場針對阿里斯蒂德的‘政變’”。另一位法國大使菲利普塞爾茲告訴該報，“引渡”阿里斯蒂德總統的決定是提前做出的。 針對《紐約時報》的報導，政變發生時美國駐海地大使詹姆斯·布倫丹·弗利批評了該報導關於美國與法國合作推翻阿里斯蒂德的說法，稱“沒有提供任何證據支持這樣一個具有歷史意義的主張”。他稱法國官員的說法是不正確的，並指出移除阿里斯蒂德從來不是美國的政策。他指出阿里斯蒂德請求美國進行救援，而美國在阿里斯蒂德的要求下“派遣一架飛機將他帶到安全地帶”。
2004年3月1日，美國國會議員和阿里斯蒂德的家人朋友報告說，阿里斯蒂德告訴他們，他被迫辭職並被美國綁架。他聲稱被武裝的軍事警衛扣為人質。
阿里斯蒂德後來在接受美國新聞節目《現在的民主！》的採訪時重複了類似的說法。3月16日。記者問阿里斯蒂德是否自願辭職，阿里斯蒂德總統回答說：“不，我沒有辭職。有些人所說的‘辭職’是‘新政變’或‘現代綁架’。”  

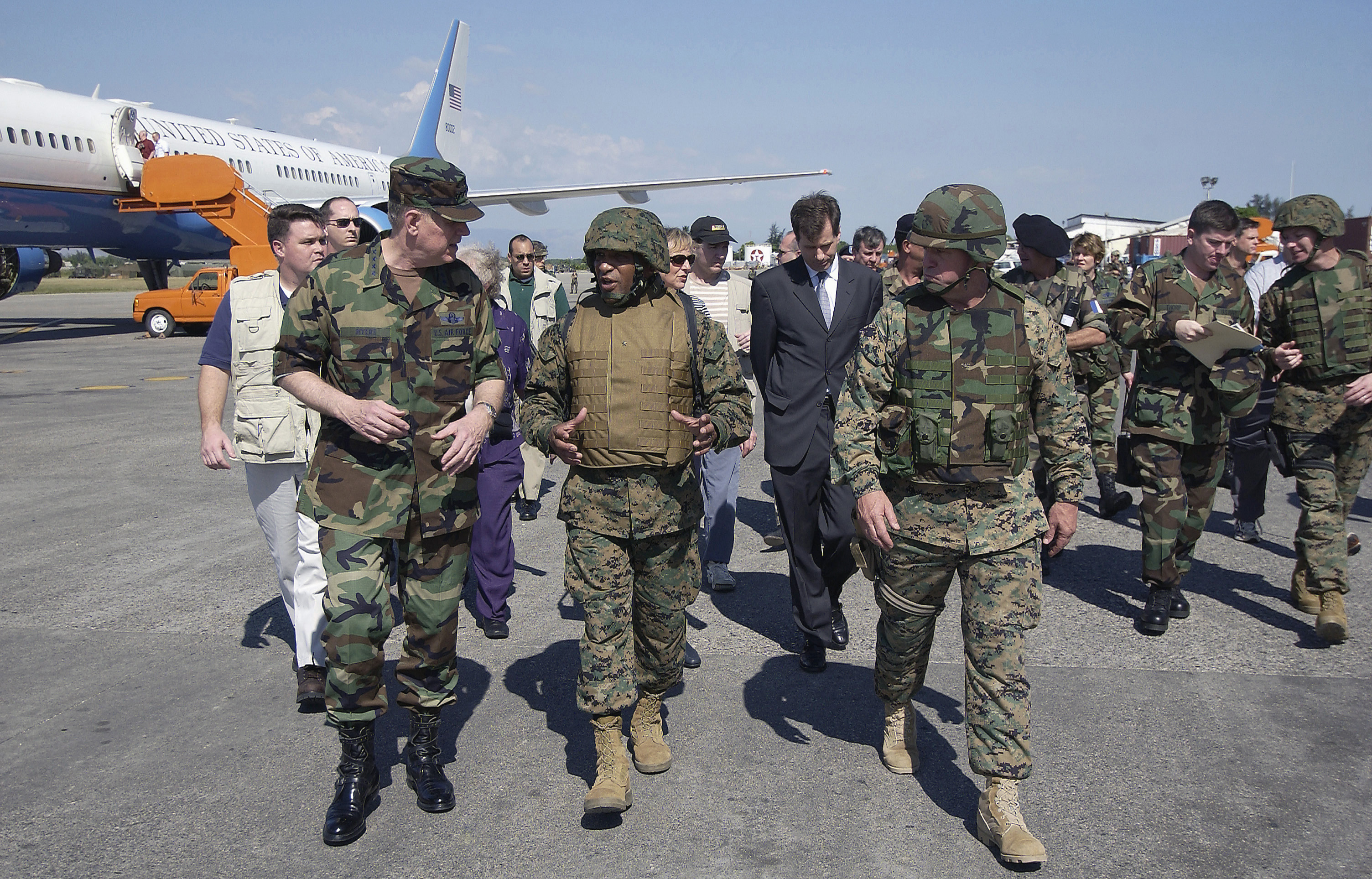
時任參謀長聯席會議主席理查德·邁爾斯空軍上將於2004年3月13日在海地視察作為維和行動的一部分部署的美軍。

許多阿里斯蒂德的支持者譴責叛亂是由加拿大、法國和美國精心策劃的政變，旨在推翻一個民選產生的總統。 
在2005年10月28日發表的一份報告中，古巴官方新聞機構格拉碼報聲稱美國政策劃了推翻阿里斯蒂德的計劃。 
一些人站出來支持這個說法，稱他們目睹了阿里斯蒂德被美國士兵持槍押走。   
美國否認了這些指控。 “他沒有被綁架，”國務卿科林鮑威爾說。 “我們沒有強迫他上飛機。他心甘情願地上了飛機，這就是事實。”中非共和國通訊部長帕菲特·姆巴耶（Parfait Mbaye）同意綁架的說法是“絕對錯誤的”。這位部長告訴美國有線電視新聞網，在阿里斯蒂德本人以及美國和法國政府提出要求後，阿里斯蒂德獲准在該國登陸。
據美方稱，在叛軍逼近首都時，美國駐海地大使接到阿里斯蒂德高級助手的電話，詢問如果阿里斯蒂德辭職，美國能否保護他並幫助他離開。在美國的安排下，阿里斯蒂德自願通過車隊與自己的保安隨從前往機場。起飛前，阿里斯蒂德將辭職信的副本交給了弗利的助手。 
美聯社報導，中非共和國試圖讓阿里斯蒂德停止向媒體重複他的指控。 
里斯蒂德否認他留下的一封信構成正式辭職。 “我簽署了一份文件以避免大屠殺，但沒有正式辭職，”他說。 “這次政治綁架是避免血腥屠殺的代價。”根據美國大使館的翻譯，上面寫著“今晚我辭職是為了避免大屠殺。我接受離開，希望有生沒有死。”位於印第安納州布盧明頓的印第安納大學的語言學教授兼海地克里奧爾語專家 Albert Valdman 給出的翻譯略有不同。 “如果今晚是我的辭職可以避免一場大屠殺，我接受離開，希望會有生而不是死。” 